# Imaclava asaedai
Imaclava asaedai é uma espécie de gastrópode do gênero Imaclava, pertencente a família Drilliidae.